# Сражение при Бачимбе
Сражение при Бачимбе (исп. Batalla de Bachimba) произошло 4 июля 1912 года во время мексиканской революции между повстанческими силами Паскуаля Ороско, или ороскистами, и войсками федерального правительства под командованием генерала Викториано Уэрты. Сражение при Бачимбе стало эпилогом неудачного восстания Паскуаля Ороско против правительства Франсиско Мадеро, завершив собой первый этап революции.
Паскуаль Ороско был одним из первых революционных лидеров, поддержавших движение под руководством Франсиско Мадеро в 1910 году, и сражался против войск диктатора Порфирио Диаса. После отставки Диаса и избрания Мадеро президентом Мексики Ороско, требовавший больших политических, социальных и экономических изменений в соответствии с положениями плана Сан-Луис-Потоси, восстал против правительства Мадеро.
Потерпев поражение от федеральных войск генерала Викториано Уэрты в боях при Конехосе и Рельяно (12 и 22 мая 1912 г.), Ороско расположил свои отряды у входа в каньон Бачимба (в 40 км к югу от Чиуауа). Шесть тысяч ороскистов с четырьмя артиллерийскими орудиями были развернуты на оборонительной позиции. К 3 июля войска генерала Уэрты подошли к каньону Бачимба. Генерал приказал провести разведку, позже приступил к развертыванию своих войск, завершившемуся ночью.
В 8 часов утра 4 июля федеральная армия перешла в наступление на позиции противника. Сражение начала федеральная артиллерия, открывшая огонь и подавившая пушки повстанцев, что позволило пехоте и кавалерии атаковать.
Ороско отдал приказ ударить на правый фланг Уэрты, но контратака не увенчалась успехом, и его войскам пришлось отступить, начав бой в открытом поле. Ороскисты не смогли помешать федеральным солдатам захватить основные возвышенности, а затем исход сражения решило обходное движение кавалерии Уэрты на арьергард Ороско.
К шести часам вечера ороскисты были полностью разбиты, а оставшиеся в живых в панике бежали в Чиуауа.
В этом сражении Северная дивизия федеральной армии потеряла 80 человек, а ороскисты — более трехсот человек убитыми и ранеными. После этого поражения Паскуаль Ороско перестал представлять угрозу правительству Мадеро и перешел к партизанским действиям в сельских районах севера Мексики.